# A Jewel in Pawn
A Jewel in Pawn er en amerikansk stumfilm fra 1917 af Jack Conway.

## Medvirkende
- Ella Hall som Nora Martin.
- Maie Hall som Mrs. Martin.
- Antrim Short som Jimmy.
- Walter Belasco som Aaron Levovitch.
- Jack Connolly som Bob Hendricks.